# Сент Мерис стадион
Сент Мерис стадион (енгл. St Mary's Stadium) је фудбалски стадион у Саутхемптону, Енглеска. Сент Мерис стадион је дом ФК Саутхемптона од отварања 2001. године. Укупан капацитет стадиона, заједно са новинарским и ВИП ложама, је 32.689 седећих места.

## Историја
Стадион је грађен од децембра 1999. до јула 2001, а укупни трошкови су били 32 милиона фунти. Стадион је званично отворен 1. августа 2001. пријатељском утакмицом Саутхемптона и шпанског Еспањола (3:4). Званичан назив стадиона од отварања до 2006. је био Френдс Провидент Сент Мерис стадион, по тадашњем спонзору, али је притисак навијача утицао да стадион добије некомерцијално име.
Од 1897. до 2001. дом Саутхемптона је био стадион Дел, који је срушен половином 2001, а на његовом месту је изграђено стамбено насеље. Прелазак клуба на нови стадион је био прихваћен као повратак кући, јер је нови стадион изграђен у срцу града у близини Цркве Свете Марије (чије име и носи), чији су чланови основали клуб.
Рекордна посета је забележена 28. априла 2012. на мечу Саутхемптона и Ковентри ситија, када је било 32.363 гледалаца.

## Утакмице репрезентације
Стадион је био домаћин једног меча А репрезентације Енглеске, а то је био меч одигран 16. октобра 2002. против Републике Македоније (2:2) у оквиру квалификација за Европско првенство 2004. На Сент Мерису је такође одиграна и једна утакмица између А репрезентација Јапана и Нигерије.
Сент Мерис је био домаћин и два меча репрезентације Енглеске до 21 године, први је одигран 5. фебруара 2008. против Републике Ирске (3:0), а други 5. јуна 2011. против Норвешке (2:0).